# Sitz Grub

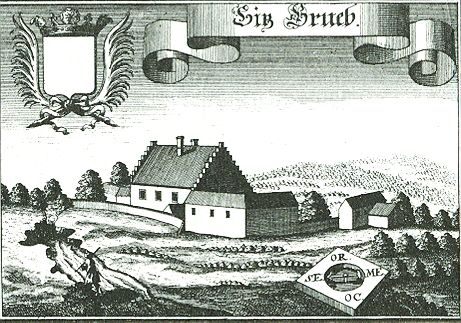
Sitz Grub in Untergrasensee nach einem Stich von Michael Wening von 1721

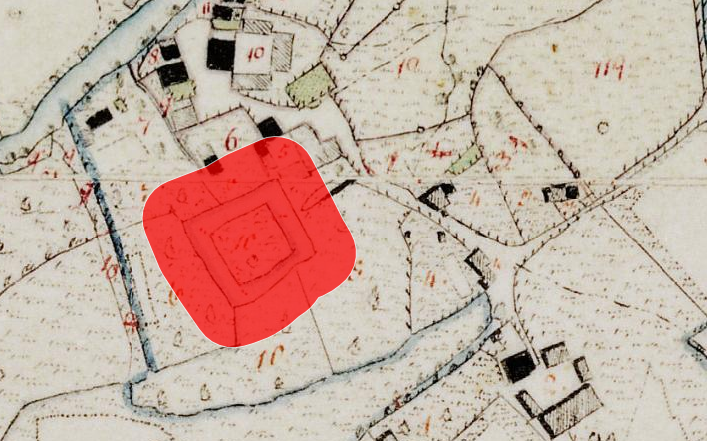
Lageplan von Schloss Untergrasensee auf dem Urkataster von Bayern

Das Schloss bzw. der Sitz Grub (auch als Schloss Untergrasensee bezeichnet) liegt zwischen den Gemeindeteilen Grub und Untergrasensee der Stadt Pfarrkirchen im niederbayerischen Landkreis Rottal-Inn von Bayern. Die Anlage wird als Bodendenkmal unter der Aktennummer D-2-7543-0015 mit der Beschreibung „untertägige Befunde und Funde im Bereich der abgegangenen mittelalterlichen Burg und des abgegangenen frühneuzeitlichen Schlosses von Untergrasensee“ geführt.

## Geschichte
1494 sind Ruprecht Neunhauser, Pankraz Magens und Jörg Gruber als Besitzer von Grub ausgewiesen. Um 1500 werden hier Pankraz Magens, Peter Angerer, Stephan Scherffeder sowie die Brüder Wernhart und Sebastian Gruber genannt. 1510 ist der Besitz allein in den Händen des Sighart Grubers zu Grub. Danach (bis 1537) ist ein Sebastian Gruber hier nachweisbar. 1569 verstarb Conrad Gruber ohne männliche Nachfolger, deshalb empfingen seine vier Töchter den Sitz; als Lehensträger fungierte Zacharias Höhenkirchner zu Iffeldorf und Stubenberg, Pfleger auf Reichenberg. Am 20. Januar 1574 ist Sewald Höhenkirchner als Lehensträger für die Schwestern Rosina und Corona Gruber in einem Lehensrevers nachgewiesen. Durch die Ehe der Corona kommt Grub 1585 an Diepold von Burgau. Nach dem Tode der Corona Gruber († 7. April 1585) gelangte Grub an ihre Kinder Desiderius und Joachalina. 1620 ging der Anteil der Joachalina allein an ihren Bruder und im Jahr darauf auf dessen Vater Diepold über. Nach dessen Tod kam Grub an Joachalina von Burgau, verehelichte Khädinger. Durch einen Vertrag wurde ihr auch der Anteil ihres Bruders (1637/38) übergeben. Als ihr Lehensträger ist der kurfürstliche Hofratssekretär M. Johann Agricola genannt.
Am 11. März 1639 ist das Lehen von Joachalina von Burgau und ihrem Gemahl Johann Anton Khädinger an ihren Schwiegersohn Alexander Schrenk, kurfürstlicher Pfleger zum Dießenstein übergegangen. Bis 1727 blieben die Schrenk im Besitz von Grub: 1652 hatte Alexander Schrenk von Notzing durch seinen Gewalthaber Ernst von Asch den Sitz empfangen, nach seinem Tod († 1675) ist Alexander Ignatius Schrenk von Notzing ab 1678 im Besitz des Lehens, das anteilsmäßig auch seinem Bruder Hans Carl und seinen Schwestern Maria Corona und Anna Franciska gehört. 1680 ging Grub ganz an Alexander Ignatius Schrenk über. 1719 ist Franz Adam Ignati Freiherr von Schrenk und Notzing im Genusse Grubs, das er durch seinen Gewalthaber Johann Balthasar Dräxl, kurfürstlicher Hofratssekretär und Registrator in München, empfangen hatte. Nach dem Tod des letzten aus dieser Familie, Franz Adam Baron von Schrenk, fiel das Lehen an den Kurfürsten zurück und dieser gab es 1727 an den Lehensträger Maximilian Franz Freiherr von Scharpfsedt auf Kollersaich, Hofkammerdirektor und Truchsess, für die Tochter Maria Franciska Josepha, geborene Freein von Schrenk. Da diese Nonne im Kloster Frauenchiemsee wurde, konnte ihr Anteil und auch der ihrer Schwäger über den Klosterrichter Mathias Benno Xaverius Ridl an Maria Irmengardi, Äbtissin in Frauenchiemsee, übergeben werden (1735). Dann kaufte der Klosterrichter Mathias Ridl am 22. März 1735 Grub und bekam es als Lehen übertragen. Nach seinem Tod († 22. Juni 1739) ging es an seine Söhne Joseph und Benno, die wegen Minderjährigkeit durch ihren Vormund Joseph Rosner vertreten wurden. Am 14. März 1760 ist Benno Ridl als alleiniger Inhaber der Lehensrechte genannt, da sein älterer Bruder in das Kloster Seeon eingetreten war.
Am 11. März 1761 verkaufte Benno Ridl, inzwischen kurfürstlicher adjungierter Pflegskommissar und Bräuverwalter zu Traunstein, das Gut seinem Stiefvater Johann Joseph Münsterer, kurfürstlicher Hofgerichtsadvokat und Schaffner im Kloster auf dem Anger zu München. Der Sitz war bis 1820 mit der niederen Gerichtsbarkeit ausgestattet. Bis 1820 blieb der Sitz Grub im Besitz der Familie Münster. Dann kaufte die Pfarrkirchner Handelsfrau Maria Doppler den Sitz. Die damit verbundene Gerichtsbarkeit wurde von dem Landgericht eingezogen.

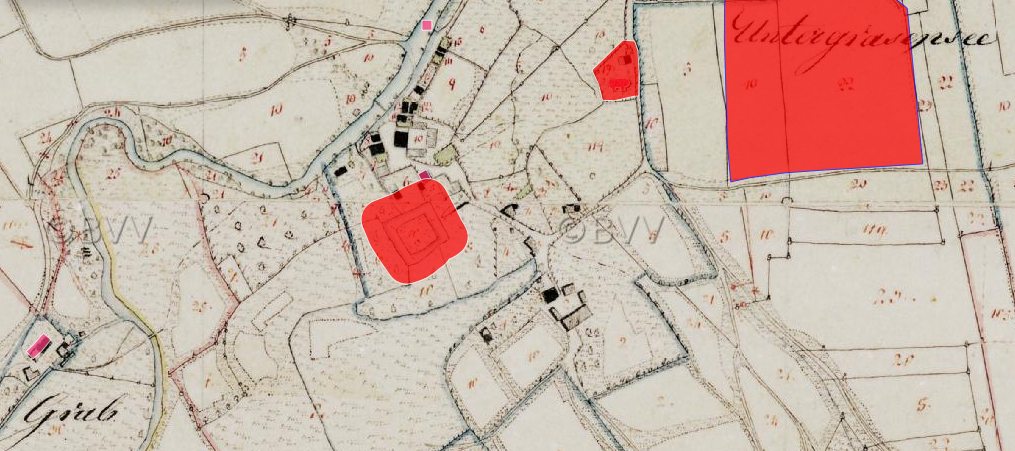
Lageplan von Sitz Grub auf dem Urkataster von Bayern

## Beschreibung
Der Sitz lag im Süden des Grasenseer Bachs, einem rechten Zufluss zur Rott. Auf dem Stich von Michael Wening von 1721 erscheint der Sitz Grub als eingeschossiges Gebäude mit Treppengiebeln auf beiden Seiten. Angebaut sind weitere Wirtschaftsgebäude; die Anlage ist von einem Palisadenzaun umgeben. Auf dem Urkataster von Bayern sieht man, dass der Sitz von einem ca. 6 m breiten Wassergraben umgeben ist. Heute ist davon nichts mehr zu sehen, das Gelände ist vielmehr partiell modern überbaut.